# Northbrook (Illinois)
Northbrok – wieś w Stanach Zjednoczonych, w stanie Illinois, w hrabstwie Cook.

## Znane osoby związane z miejscowością
- Andrzej Gołota - bokser
- John Hughes - scenarzysta i reżyser